# História da acrópole de Atenas

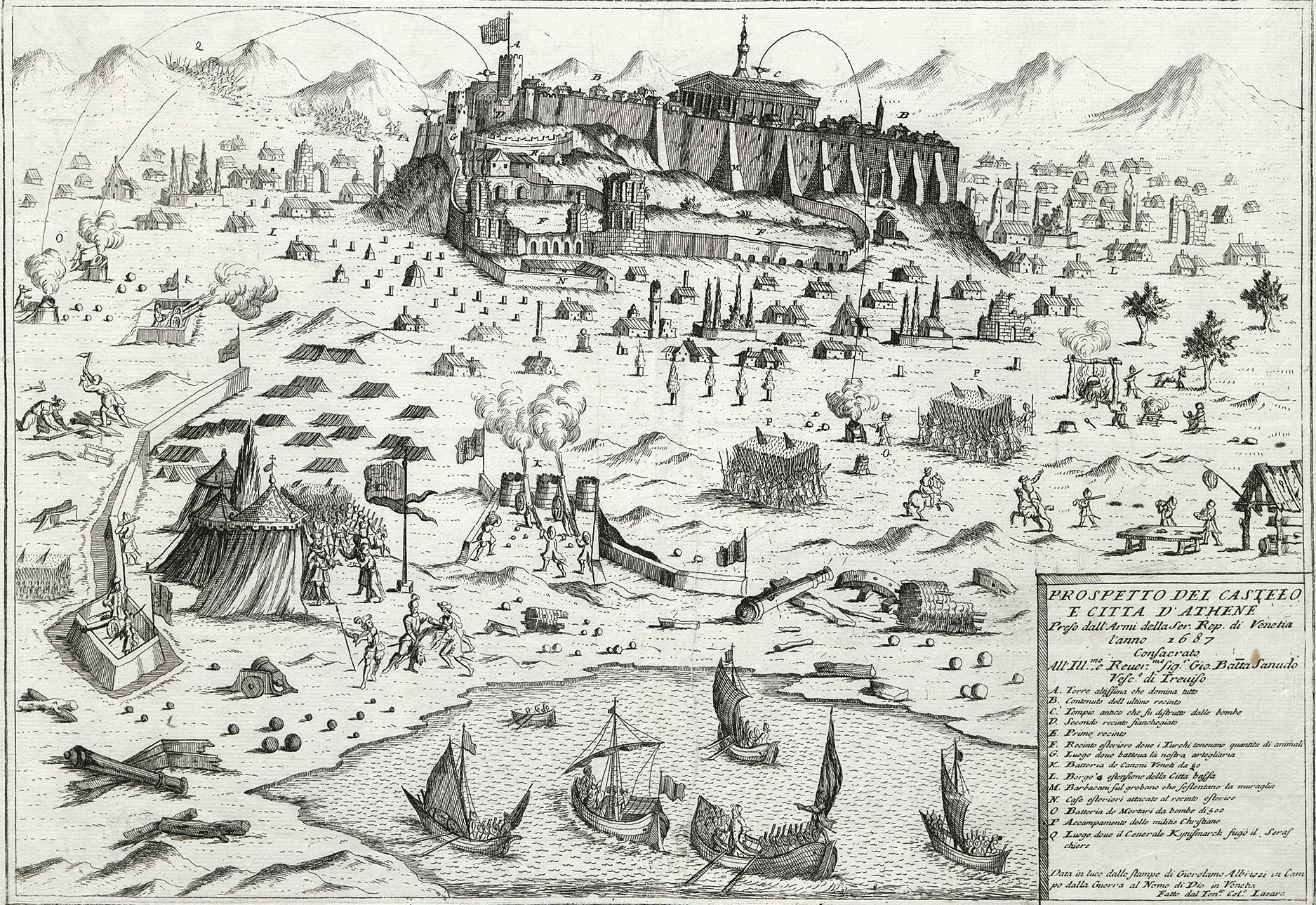
Representação do cerco dos venezianos sobre a Acrópole de Atenas em 1687.

A história da acrópole de Atenas inicia-se na época micénica com a construção de um mégaro, e desenvolve-se no decorrer da tirania de Pisístrato e na era de Péricles (499–429 a.C.). O planalto foi cercado por uma muralha construída pelos pelasgos, que substituíra uma anterior mais antiga. Antes da construção do Pártenon, um templo que ocupara o seu lugar, o Hecatômpedo, havia sido destruído na sequência da invasão persa liderada por Xerxes I.
Sobre essas ruínas, Péricles erigiu o Pártenon, período este em que foram construídos outros dos edifícios mais importantes (o Propileu, o Erectéion e o templo de Atena Nice) repartidos por toda a montanha. A sua conservação permanecera em bom estado até ao século XVI, quando na decorrência do domínio otomano, o Partenão se converte numa mesquita, o Erectéion em harém e o Propileu numa polvoraria.
Ao longo dos séculos os edifícios sofreram várias alterações e na sua maioria foram seriamente danificados em 1687 pelo bombardeamento veneziano, que, sob o comando do general Francesco Morosini, atingiu o Pártenon e destruiu uma vasta área edificada. No século XIX, os restos das esculturas foram transferidos por Lord Elgin para o Museu Britânico de Londres. Em 1987 a acrópole de Atenas foi reconhecida como Património Mundial pela UNESCO.

## Primeiras ocupações
A acrópole está localizada num planalto a 150 metros acima do nível do mar na cidade de Atenas e ocupa uma área com cerca de 3 hectares. Era conhecida como Cecrópia, nome do primeiro rei lendário de Atenas, o homem-serpente Cécrope I. Embora os primeiros vestígios arqueológicos remontem ao Neolítico médio, estão documentados assentamentos em Ática desde o início do Neolítico (sexto milénio a.C.). Poucas dúvidas restam sobre a presença de um mégaro micénico no cimo da rocha durante finais da idade do bronze; deste mégaro permanece provavelmente a base de uma coluna de calcário e várias peças de degraus de arenito.
Pouco depois da construção do palácio foi construído um imponente circuito de muralhas poligonais, ao longo de cerca de 760 metros, com até 10 metros de altura e espessura entre 3,5 e 6 metros; este muro constituíra a principal defesa da acrópole até ao século V a.C. O muro consistia de dois parapeitos construídos com enormes blocos de pedra e cimentados com uma argamassa designada de emplecto (em grego clássico: ἔμπλεκτον). O paramento segue a típica convenção micénica que delineia o terreno e a sua entrada principal situava-se a leste. A noroeste havia dois acessos menores, compostos por íngremes e estreitas escadarias de aproximadamente quinze degraus talhados na rocha.
Esta entrada secundária situava-se perto do palácio real. A nordeste havia um postigo e uma escada que levava à fonte conhecida como Clepsidra. Existe ainda uma parte da muralha, erigida com pedras diagonais mal recortadas a sul.
Quando Homero menciona a "bem construída Casa de Erecteu", provavelmente referia-se a esta fortificação. No início do século XIII a.C. um terramoto gerou uma fissura na placa setentrional da acrópole. A fenda atingira cerca de 35 metros atingindo uma pedreira de marga macia, na qual foi escavado um poço. Foi construída uma elaborada escada e o poço tornou-se uma importantíssima fonte de água potável durante os cercos sofridos no período micénico. Não existem evidências suficientes capazes de determinar com certeza a existência de um palácio micénico na acrópole; se tal edifício efetivamente existiu, parece então ter sido substituído por pela construção de edifícios posteriores.

## Acrópole arcaica
Não se sabe muito sobre os edifícios presentes na acrópole, pelo menos até finais do período arcaico. Nos séculos VII e VI a.C. a acrópole foi tomada por Cilón durante a sua falhada rebelião, e após duas tentativas de Pisístrato, fora estabelecida uma tirania.

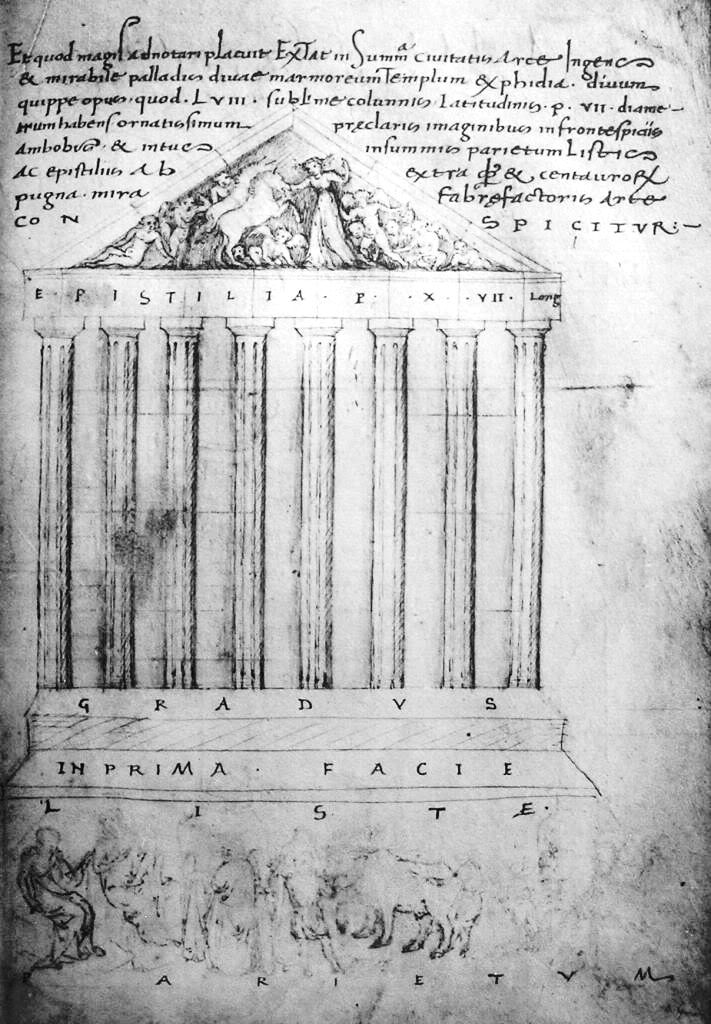
Ciriaco Pizzecolli, Pártenon, 1436-1444

Pisístrato construiu o Propileu e foi talvez quem construiu um primeiro templo que antecedeu o Pártenon, que mais tarde ocuparia o seu lugar; foram encontrados fragmentos de esculturas de pedra calcária e a fundação de um enorme templo inacabado. Acredita-se ter sido construído uma muralha circular com nove entradas, a chamada eneápilo, envolta da maior fonte de água, a Clepsidra, a noroeste.
Por volta de 570 e 550 a.C. foi construído um templo de Atena Polias (padroeira da cidade). Este edifício de ordem dórica, construído com pedra calcária, do qual existem vários destroços, é geralmente denominado de Hecatômpedo (em grego clássico: Ἑκατόμπεδον) ou Ur-Parthenon (em alemão:  Pártenon original). Não se sabe se este edifício veio a substituir um templo preexistente, um altar ou um mero recinto sagrado. É provável que o Hecatômpedo se encontrasse no sitio em que se erigiu o Pártenon.